# Engelbert Vrebos
Engelbert Vrebos (1806 - 1889) was een Belgisch politicus.

## Levensloop
Hij was burgemeester van Meerbeek van 1882 tot 1886. 
Tevens was hij medio 19e eeuw eigenaar van het pachthof Ulens, vernoemd naar de latere eigenaar Petrus-Josephus Ulens. Vrebos droeg de bijnaam ‘pachter Ingeles’.
Hij was de kleinzoon van de gelijknamige Engelbert Vrebos (1726 - 1829), schepen van Meerbeek en eigenaar van de jeneverstokerij 'Vrebos'.